# Tiger Jeet Singh
Jagjit Singh Hans (Ludhiana, 1944) é um semi-retirado lutador de wrestling profissional, mais conhecido pelo seu ring name Tiger Jeet Singh. Pai do também wrestler Tiger Ali Singh, ele atuou quase sempre como heel. Singh é um dos wrestlers indianos com mais sucesso obtido na história.
Na sua carreira, Singh passou 22 anos no Japão, onde foi o primeiro pro-wrestler a derrotar o sumo-wrestler Wajima. Acumula títulos na All Japan Pro Wrestling, New Japan Pro Wrestling e outros circuitos independentes.